# Miyazu

Miyazu (宮津市 Miyazu-shi?) este un municipiu din Japonia, prefectura Kyoto.